# La juguesca
La juguesca (originalment en alemany, Der Kotzbrocken) és una pel·lícula de televisió alemanya del 2015 dirigida per Tomy Wigand. La tràgicomèdia es va estrenar el 20 de febrer al canal Das Erste. S'ha doblat al català.

## Sinopsi
La Sophie és una dona una mica caòtica que cria sola dos fills, té dues feines i acumula un munt de multes de trànsit impagades. El dia que li toca anar al jutjat es fica de peus a la galleda i la condemnen a 300 hores de treballs socials. Per indicació del jutge, li encarreguen que ajudi en Georg, un home irascible que va amb cadira de rodes arran d'un accident de cotxe i que no té la més petita intenció de deixar-se ajudar. Després del xoc inicial, la relació entre tots dos anirà evolucionant.